# Wulkaprodersdorf
Wulkaprodersdorf (ungerska: Vulkapordány, kroatiska: Vulkaprodrštof)  är en ort och kommun i Österrike. Den ligger i distriktet Eisenstadt-Umgebung i förbundslandet Burgenland, i den östra delen av landet, 50 km söder om huvudstaden Wien. Antalet invånare år 2023 är 1 952.